# Sharon Oreck
Sharon Lee Oreck (* 10. April 1955 in Los Angeles) ist eine US-amerikanische Filmproduzentin.

## Leben und Wirken
Sharon Oreck besuchte bis 1974 die Miraleste High School in Rancho Palos Verdes und studierte Film am Los Angeles City College. Ihre Filmkarriere begann Mitte der 1970er-Jahre in der Technik und als Schnittassistentin. 1980 war sie Produktionsassistentin bei der Komödie Below the Belt. Fünf Jahre später produzierte sie ihren ersten Film, Tales of Meeting and Parting, in dem sich ein Japaner an seine Erfahrungen während des Zweiten Weltkriegs erinnert. Gemeinsam mit der Regisseurin und Co-Produzentin Lesli Linka Glatter erhielt sie dafür 1985 eine Oscarnominierung in der Kategorie Kurzfilm (Live Action).
Es folgten weitere Dokumentar- und Kurzfilme, Videos und TV-Werbespots. Laut eigener Aussage produzierte Oreck zwischen 1984 und 1999 mehr als 700 Musikvideos. Dazu gehören unter anderem Musikvideos von Madonna, Sting, Mick Jagger und Prince. 1987 gründete sie in Los Angeles ihre eigene Produktionsfirma O Pictures. Für das Musikvideo zu Paula Abduls Song Opposites Attract wurde Oreck 1991 mit einem Grammy Award ausgezeichnet. 2000 war sie Produzentin des Filmdramas Mittendrin und voll dabei.
2010 veröffentlichte Oreck die Autobiografie Video slut, in der sie den Alltag in der Musikvideoindustrie der 1980er-Jahre beschreibt sowie ihren eigenen Lebensweg von einer Sozialhilfe beziehenden Teenager-Mutter bis hin zur erfolgreichen Produzentin.
Oreck ist mit dem Kameramann Bill Pope (* 1952) verheiratet.

## Publikationen
- Video slut: how I shoved Madonna off an Olympic high dive, got Prince into a pair of tiny purple woolen underpants, ran away from Michael Jackson's dad, and got a waterfall to flow backward so I could bring rock videos to the masses. Faber and Faber, Inc., New York 2010, ISBN 978-0-865479-86-9.

## Filmografie
- 1977: Breaker! Breaker! - Voll in Action
- 1980: Below the Belt
- 1980: The Boogey Man
- 1982: Das Monster aus der Tiefe (Blood Tide)
- 1983: Wavelength
- 1985: Tales of Meeting and Parting
- 1989: Metallica: 2 of One
- 1990: Madonna: The Immaculate Collection
- 1990: Bangles Greatest Hits
- 1990: Janet Jackson: The Rhythm Nation Compilation
- 1991: Coca Cola Pop Music Backstage Pass to Summer
- 1991: Eurythmics: Greatest Hits
- 1993: Damascus
- 1994: The Best of Sting: Fields of Gold 1984-1994
- 1996: MugShot
- 1996: Janet Jackson: Design of a Decade 1986/1996
- 2000: Mittendrin und voll dabei (Skipped Parts)
- 2006: Best of Chris Isaak
- 2007: 14 Women